# Aéroport d'Oxford House
L'aéroport d'Oxford House est un aéroport situé au Manitoba, au Canada.